# Pleigne
Pleigne ist eine politische Gemeinde im Distrikt Delémont des Kantons Jura in der Schweiz. Der frühere deutsche Name Pleen wird heute nicht mehr verwendet.

## Geographie
Pleigne liegt auf 809 m ü. M., 6 km nordwestlich des Kantonshauptorts Delémont (Luftlinie). Das ehemalige Strassenzeilendorf befindet sich auf einem Hochplateau in der Hügellandschaft des nördlichen Juras, nahe der Grenze zu Frankreich.
Die Fläche des 17,8 km² grossen Gemeindegebiets umfasst das weitgehend von Wiesen bedeckte Hochplateau von Pleigne (bis 842 m ü. M.). Dieses wird im Süden vom Tal der Côte de May, im Westen und Norden vom Tal der Lucelle (deutsch Lützel) und im Osten vom Bavelier-Tal begrenzt. Im Süden reicht das Gemeindegebiet über das Plateau Sur la Croix (mit 850 m ü. M. befindet sich hier der höchste Punkt der Gemeinde) in den oberen Teil des Mettembert-Tals und bis an die nördlichen Hänge der Les Rangiers-Kette. Ganz im Westen umfasst das Gebiet den Talkessel von Lucelle und den Osthang von Les Aidjolats (bis 749 m ü. M.). Nach Osten erstreckt sich die Gemeindefläche über den Lob (805 m ü. M.) und die Höhen von Löwenburg bis an den Bösebach. Die gesamte Nordgrenze bildet der Bachlauf der Lucelle, die zugleich die Grenze zu Frankreich darstellt und fast das ganze Gemeindegebiet entwässert. Von der Gemeindefläche entfielen 1997 3 % auf Siedlungen, 50 % auf Wald und Gehölze und 47 % auf Landwirtschaft.
Zu Pleigne gehören die Weiler Lucelle (604 m ü. M.) an einem gestauten See der Lucelle, Löwenburg (585 m ü. M.) auf einer Terrasse über dem Lützeltal und die links des Bösebachs liegenden Häuser von Moulin Neuf (deutsch Neumühle) sowie zahlreiche Einzelhöfe. Nachbargemeinden von Pleigne sind La Baroche, Bourrignon, Mettembert, Movelier und Ederswiler im Kanton Jura, Roggenburg im Kanton Basel-Landschaft sowie Lucelle und Kiffis in Frankreich.

## Bevölkerung
Mit 349 Einwohnern (Stand 31. Dezember 2023) gehört Pleigne zu den kleineren Gemeinden des Kantons Jura. Von den Bewohnern sind 85,1 % französischsprachig und 14,2 % deutschsprachig (Stand 2000). Die Bevölkerungszahl von Pleigne belief sich 1850 auf 443 Einwohner, 1900 auf 418 Einwohner. Im Verlauf des 20. Jahrhunderts pendelte die Einwohnerzahl stets im Bereich zwischen 340 und 440 Personen.

## Wirtschaft
Die Gemeinde ist noch vorwiegend landwirtschaftlich geprägt. Es gibt nur wenige Arbeitsplätze ausserhalb des landwirtschaftlichen Sektors im Dorf. Viele Erwerbstätige (mehr als 50 %) sind deshalb Wegpendler und arbeiten vor allem in der Region Delémont.

## Verkehr
Pleigne ist sehr abgelegen und nur durch kleine Gemeindestrassen mit den Nachbarorten verbunden. Das Dorf ist durch die Buslinie, die von Delémont via Mettembert nach Pleigne verkehrt, an den öffentlichen Verkehr angeschlossen, ebenso der Weiler Lucelle mit der Buslinie Charmoille-Lucelle-Delémont.

## Geschichte

Die Soldatenstube von Pleigne, Kompanie I/20, 1914–1918

Luftbild (1950)

Erste Erwähnung findet Pleigne 1179 in einer Urkunde von Papst Alexander III. als Plenna. Dieser Name geht auf das lateinische planeolum (kleines Plateau) zurück. Pleigne war eines der 13 freien Dörfer in der Herrschaft Delsberg. Das Kloster Lützel besass aber Grundrechte auf weiten Teilen des heutigen Gemeindegebiets. Der Ort gehörte 1389 bis 1454 als Lehen den Grafen von Thierstein, danach kam er an das Fürstbistum Basel. Von 1793 bis 1815 gehörte Pleigne zu Frankreich und war anfangs Teil des Département du Mont-Terrible, ab 1800 mit dem Département Haut-Rhin verbunden. Durch den Entscheid des Wiener Kongresses kam der Ort 1815 an den Kanton Bern und am 1. Januar 1979 an den neu gegründeten Kanton Jura.

## Sehenswürdigkeiten
Die Kirche von Pleigne wurde 1787 im Barockstil an der Stelle eines früheren Gotteshauses erbaut. Ihr Glockenturm zeigt eine byzantinische Kuppel. Bemerkenswert sind die von André Brêchet 1953 entworfenen Kirchenfenster, die zu den ersten dieser Art im Kanton Jura gehören. Neben der Kirche stehen das Pfarrhaus von 1825 und das ehemalige Schulhaus von 1845. Die Mühle im Tal von Bavelier stammt von 1629 und wurde 1710 renoviert. Ferner befindet sich ein historisches Gasthaus im Weiler Moulin Neuf.
Nördlich vom Dorf Pleigne steht auf einer kleinen Anhöhe der Panoramaturm Pleigne. Im Weiler Löwenburg befindet sich eine Burgruine und ein ehemaliges Priorat des Klosters Lützel.

## Bilder

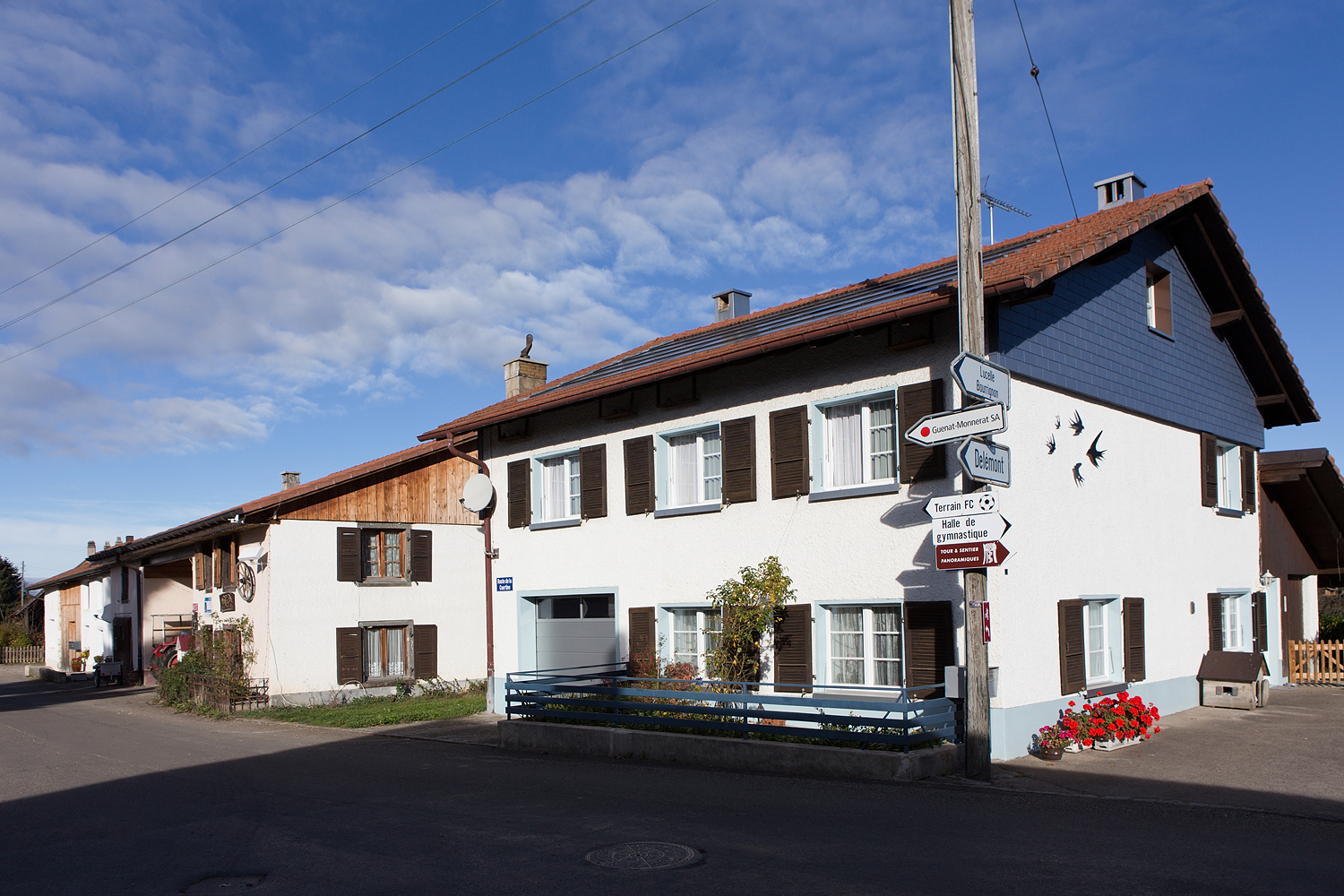
Dorfzentrum
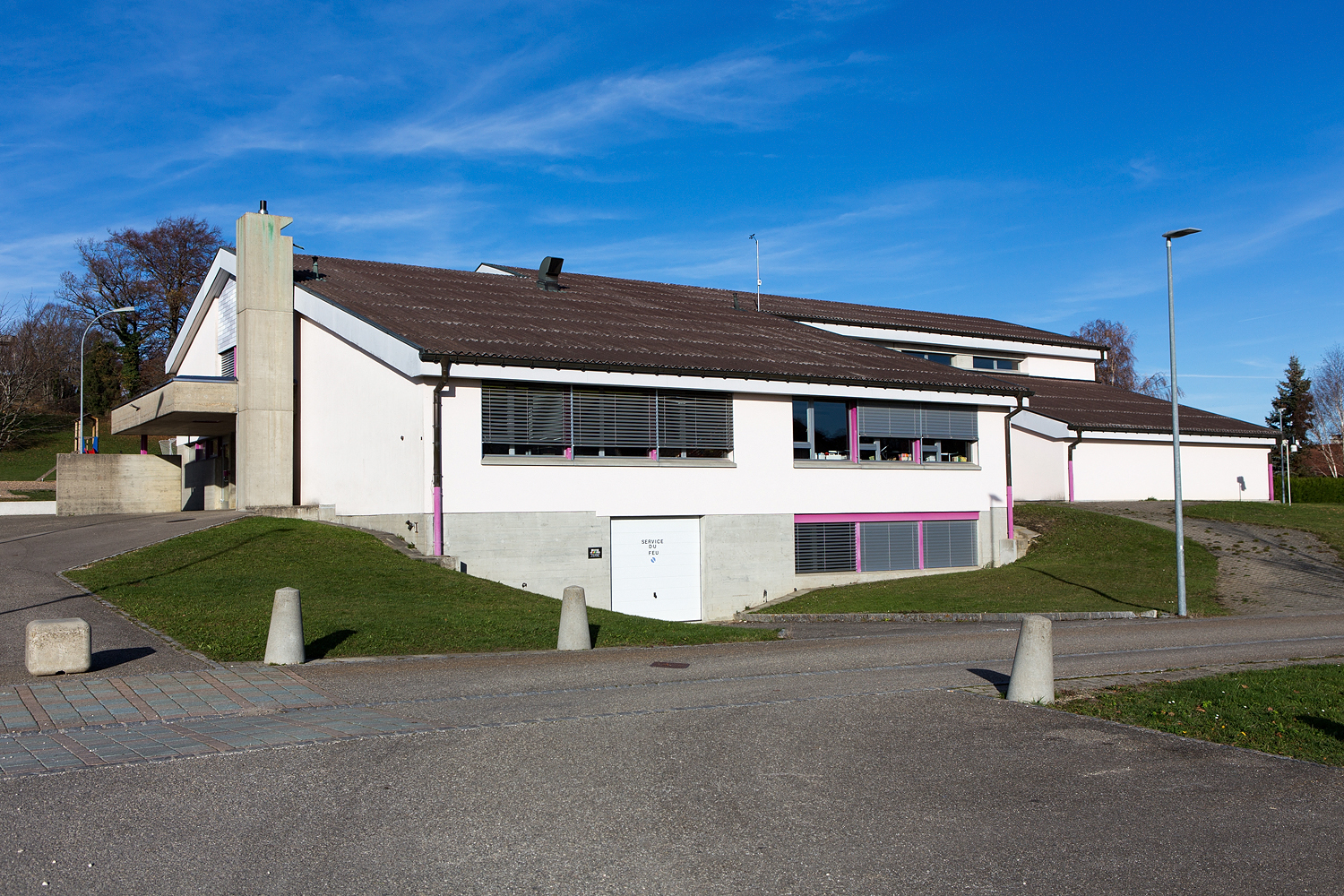
Schulhaus, Turnhalle
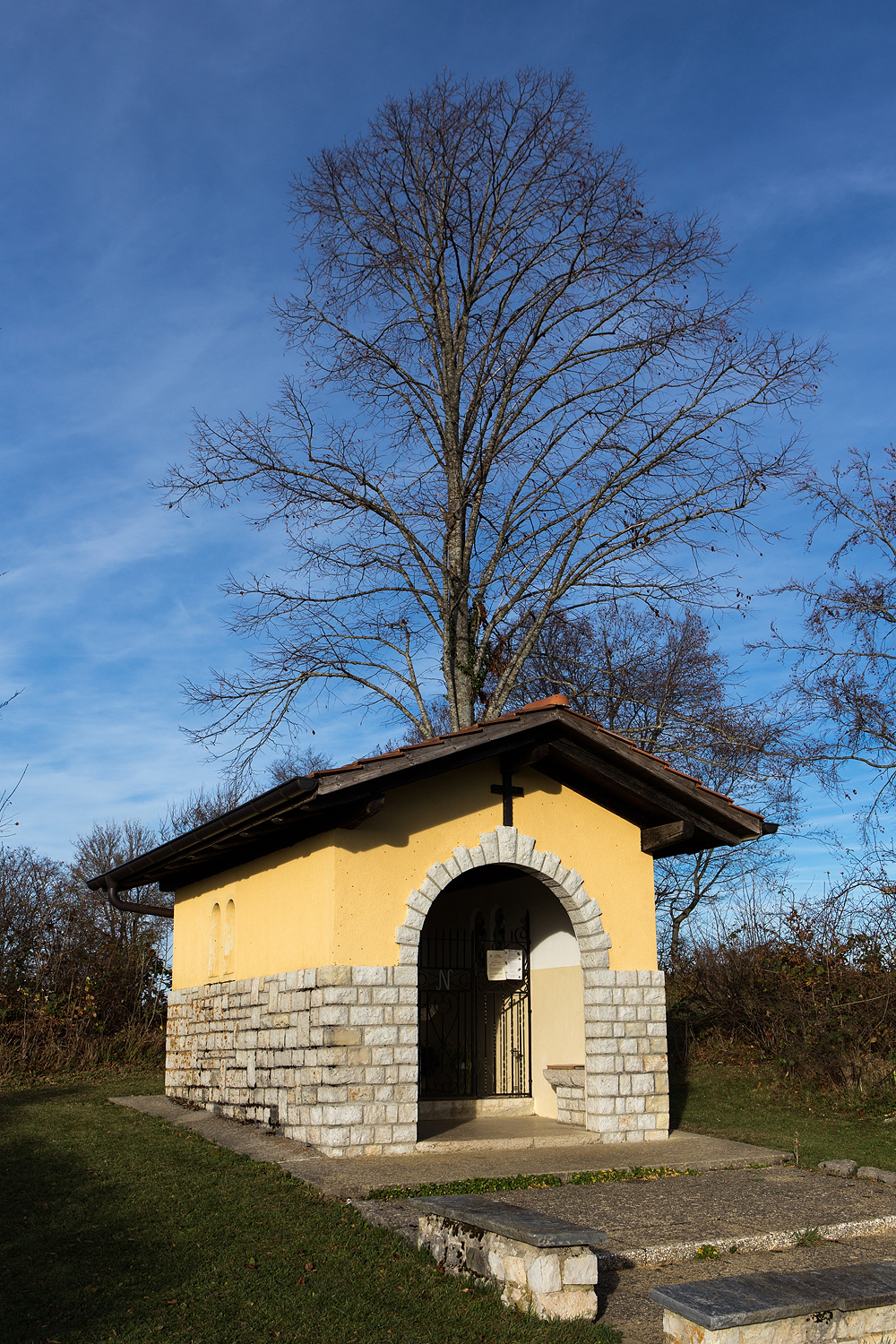
Kapelle Niklaus v.d.Flüh
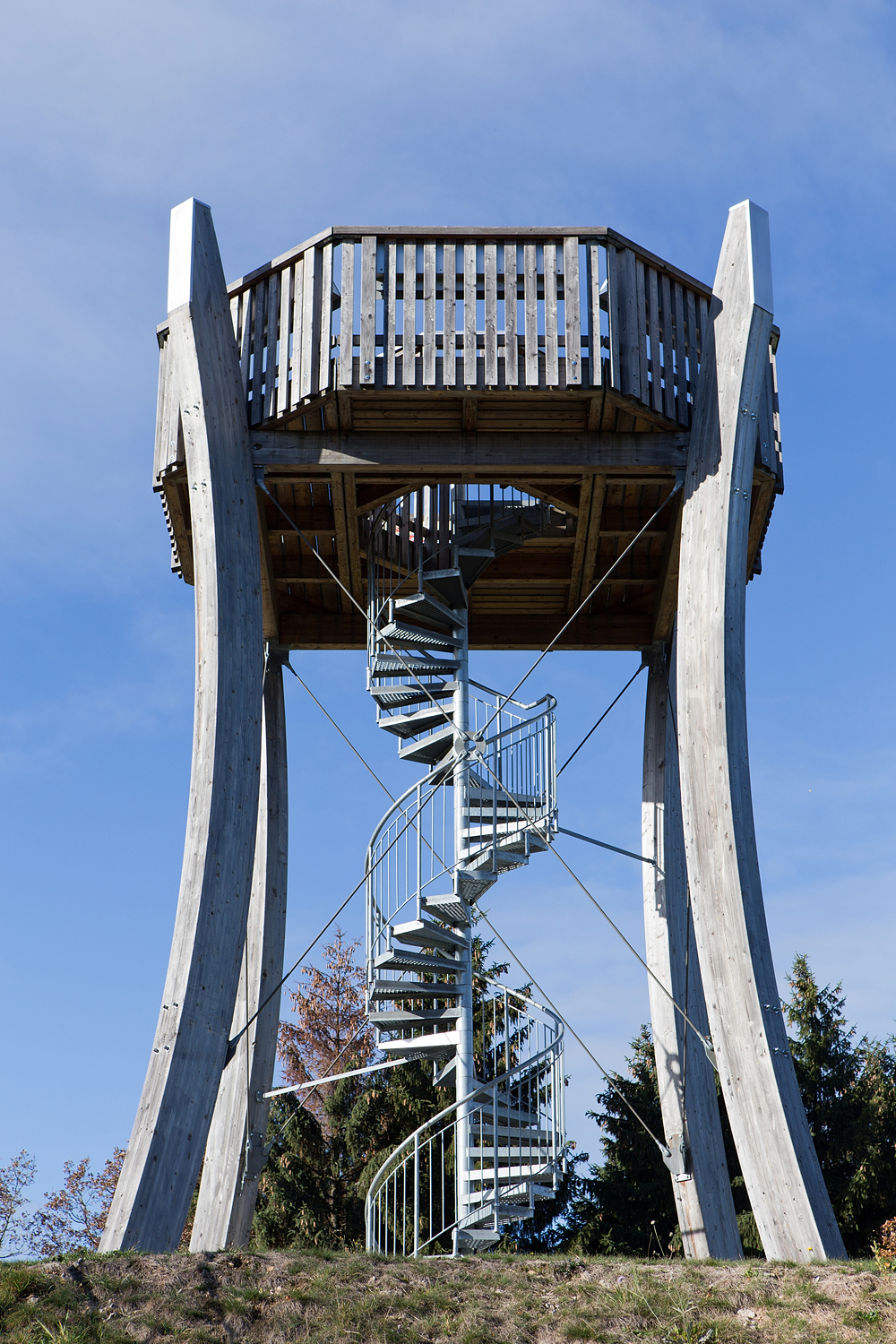
Aussichtsturm
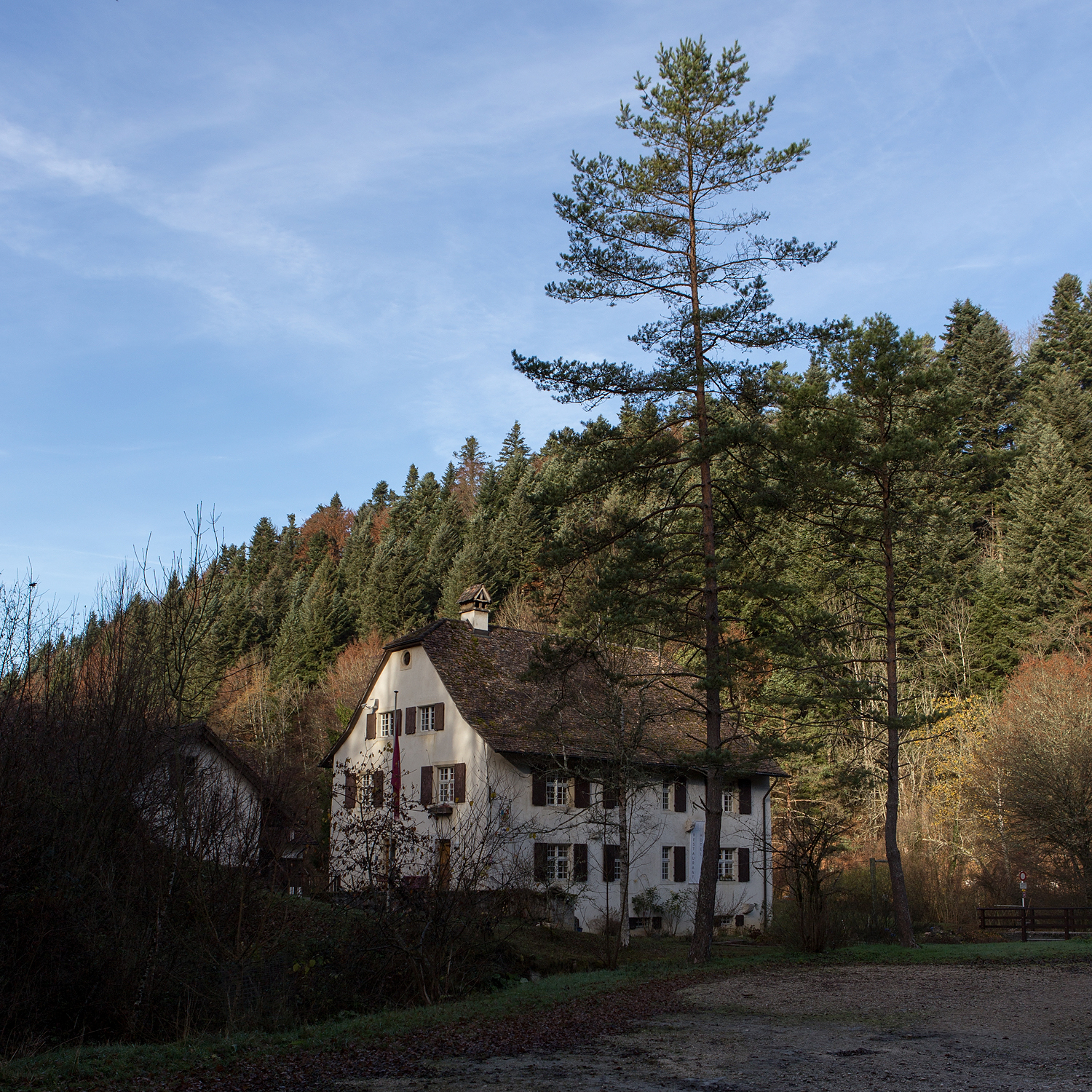
Hotel Moulin Neuf an der Lützel
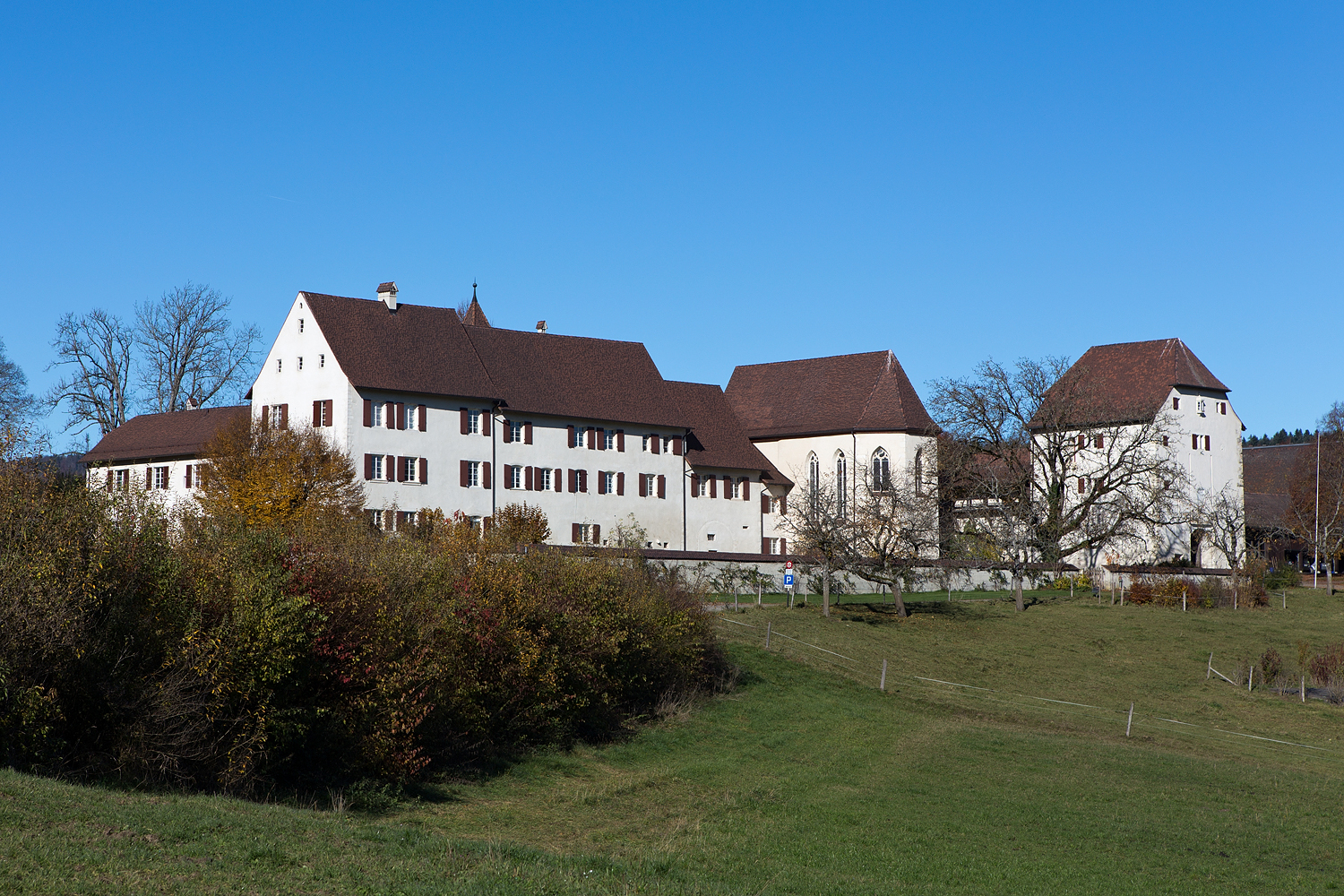
Löwenburg